# Selinunt (Trifília)
El riu Selinunt (grec antic: Σελινοῦς) fou un riu secundari del districte de la Trifília, a la regió de l'Èlide, de localització desconeguda, però que regava principalment el territori de la ciutat de Escil·lunt.